# Hur (Bibel)

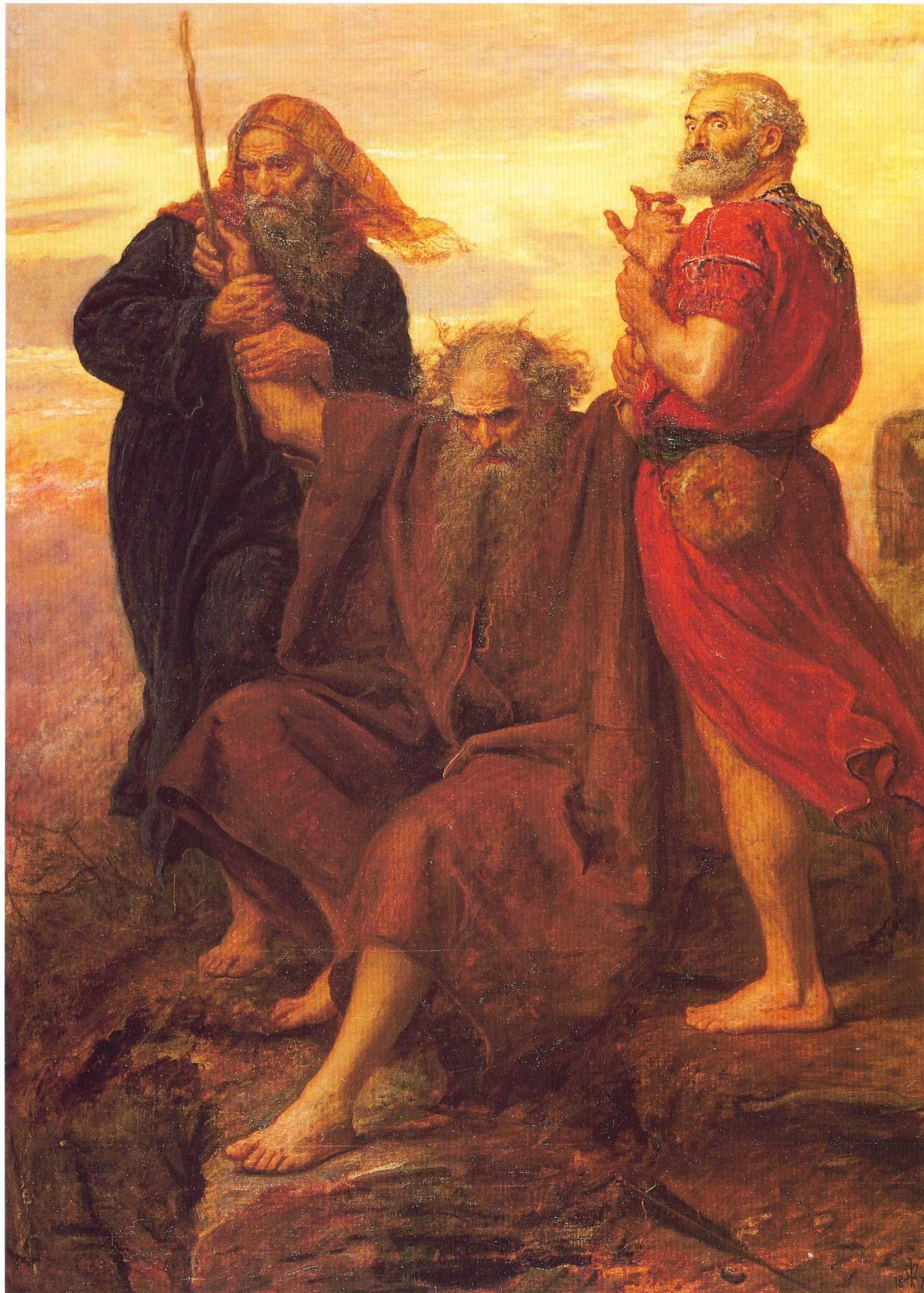
Victory O Lord! (1871) von John Everett Millais zeigt Mose wie er bei der Schlacht von Refidim seine Hände hoch hält, während Hur (links) und Aaron (rechts in rot) diese stützen.

Hur (hebr. חוּר) ist eine biblische Gestalt, die als ein Gefährte Moses und Aarons vorgestellt wird. Als Sohn Kalebs gehört er zum Stamm Juda. Im Tanach wird er neben Aaron als Richter des Volkes Israels nur kurz erwähnt, in der rabbinischen Literatur jedoch näher beschrieben.

## Biblische Angaben
1. Zuerst erwähnt wird Hur zusammen mit Mose und Aaron bei der Schlacht von Refidim gegen Amalek und sein Heer, als er zusammen mit Aaron die Arme von Mose stützt (Ex 17,10–12 EU). Hur wird darüber hinaus in Ex 24,14 EU zusammen mit Aaron als Rechtsprechungsinstanz für das Volk vorgestellt, während Mose auf den Berg Sinai steigt.
2. Hur ist der erstgeborene Sohn Kalebs und dessen Nebenfrau Efrata. Er hatte einen Sohn namens Uri, und Uri war der Vater von Bezalel (1 Chr 2,18–20 EU), der die Herstellung der Stiftshütte leitete (Ex 31,2–11 EU). Nach 1 Chr 2,50–51 EU hatte Hur neben Uri drei weitere Söhne: Schobal, Salmon und Haref, die jeweils die Gründer von Kirjat-Jearim, Betlehem und Bet-Gader waren (1 Chr 2,50–51 EU). In 1 Chr 4,4 wird jedoch Hur als der Vater von Betlehem genannt.[1]

Es ist nicht sicher, ob sich die Bibelstellen unter 1 und 2 auf dieselbe Person beziehen, aber in der jüdischen Tradition wird davon ausgegangen.
Nach Flavius Josephus (ca. 37 – 100 n. Chr.) war Hur der Ehemann von Moses Schwester Mirjam. Im Targum (aramäische Übersetzung des Alten Testaments) zu 1 Chr 2,19 und 1 Chr.4,4 wird Mirjam jedoch mit Hurs Mutter Efrata gleichgesetzt.

## Rabbinische Literatur
Bevor Mose auf den Berg Sinai steigt, übergibt er Aaron und Hur das Richteramt über das Volk Israel. In der rabbinischen Literatur wird diese Situation weiter beschrieben: Als Mose nach 40 Tagen nicht zurückkehrt, kommt das Volk mit der Bitte zu Aaron und Hur, ihnen einen Gott an Stelle Moses zu machen (Ex 32,1 ). Daraufhin sei Hur, der sich an seine Abstammung und hohe Position erinnerte, empört gewesen und habe das Volk streng getadelt für ihre gottlosen Absichten. Aber das wütende Volk habe ihn erschlagen. Der Anblick seiner Leiche habe Aaron veranlasst, den Wünschen des Volkes stattzugeben, da er lieber selber eine Sünde begehen wollte als das Volk mit dem Verbrechen eines zweiten Mordes belastet zu sehen. Als Belohnung für Hurs Märtyrertod sei Bezalel, Hurs Enkel, mit der Errichtung der Stiftshütte betraut worden. Einer seiner Nachfahren sei Salomo, der den Jerusalemer Tempel baute.